# 斯科特·L·菲茨杰拉德
斯科特·勞倫斯·菲茨杰拉德（英語：Scott Lawrence Fitzgerald，1963年11月16日—）是美國政治人物，現為威斯康星州第五国会选区聯邦眾議員，共和黨籍，前威斯康星州参议院議員。

## 外部連結
- Representative Scott Fitzgerald （页面存档备份，存于） official U.S. House website
- Scott Fitzgerald for Congress （页面存档备份，存于）
- 中的“斯科特·L·菲茨杰拉德”
- 美國國會國家人物傳記大辭典中的傳記
- 由華盛頓郵報維護的投票記錄
- 智慧投票计划中的傳記、投票紀錄及利益集團評級
- 聯邦選舉委員會中的競選財務報告和數據
- 13th Senate District, Senator Fitzgerald in the Wisconsin Blue Book (2005–2006)
- 13 Senate District, Senator Fitzgerald- redistricted map based on 2011 Wisconsin Act 43 (2011)
- C-SPAN內的頁面（英文）